# エヴゾネス
エヴゾネス(またはエヴゾニ、ギリシア語: Εύζωνες, Εύζωνοι, 発音 [evˈzones, evˈzoni]、単数形：エヴゾン、エヴゾナス)は、ギリシャ陸軍の歴史的な精鋭の軽歩兵と山岳部隊の名称である。今日では、大統領警備隊、精鋭儀仗兵、無名兵士の墓 の守備兵、アテネのエヴゾネス基地の門兵、大統領官邸警備隊の呼び名でもある。
通称、Τσολιάς（Tsoliás）、複数形Τσολιάδες（Tsoliádes）と呼ばれる。
この部隊の制服は、オスマン帝国のギリシャ占領に抵抗したクレフテスの人々が着ていた服をアレンジしている。
大統領警備隊は主に儀仗兵だが、エヴゾネスのほとんどはギリシャ陸軍歩兵団の志願兵である。基本訓練中に歩兵募集訓練センターで最初に見極められる。加入には最低1.95mの身長が必要とされる。

## 語源
エヴゾノス（ギリシア語:  εὔζωνος）という語は、ホメーロスのイーリアスで「よく-守る」の意であると記述されている。この言葉は不特定の装備を持った軽歩兵を表す言葉として（おそらく軽歩兵の総称として）、何世紀にもわたって使われてきた。
通称のTsoliásは、「安物（ボロ）を着ている人」の意である。

## 制服
1833年の制服は、多くの戦列歩兵と同様、青いズボン、テールコート、シャコー帽のバイエルン様式であった。1837年に、軽歩兵にのみ現在のような様式の制服に変更され、その後多少変更が加えられるが、ギリシャ独立戦争の多くの兵士やアマルトイが着ていたという人気から1867年にエヴゾネス全隊員の公式制服となった。
制服は文官による手作りである。

### 制服の種類
- 日曜、重要な国民の休日、外国の高官を警護する時などの特別な任務時には、フォーマルユニフォームを着用する。
- それ以外の通常任務中は、夏はカーキ色、冬はネイビーブルーのDoulamasと呼ばれるロングチュニックなどを着用する。
- "非武装"の任務（旗揚げ式、記念式など）を行う人員は、島々の民族衣装の意匠を取り入れた島民制服(ギリシア語: Νησιωτική Στολή）を着用する。（クレタ島の民族衣装が主に使われた為、間違われてクレタンユニフォームと呼ばれることもある）
- ギリシャ人虐殺（英語版）慰霊日の5月19日には、全身に黒色を基調としたポンティアック ユニフォーム (ギリシア語: Ποντιακή Στολή）を着用する。

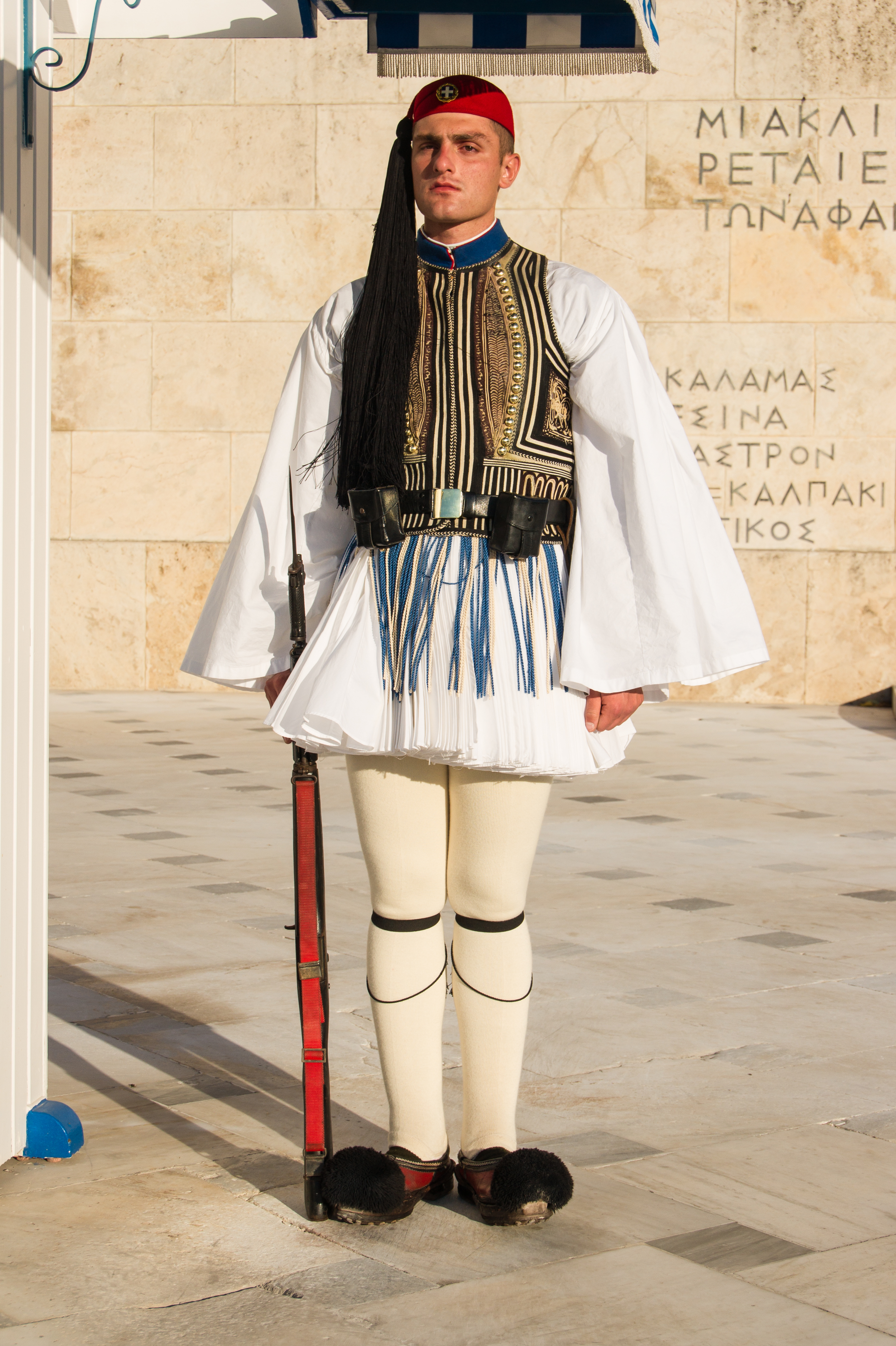
アテネの無名兵士の墓を守るフォーマルユニフォームを着たエヴゾン
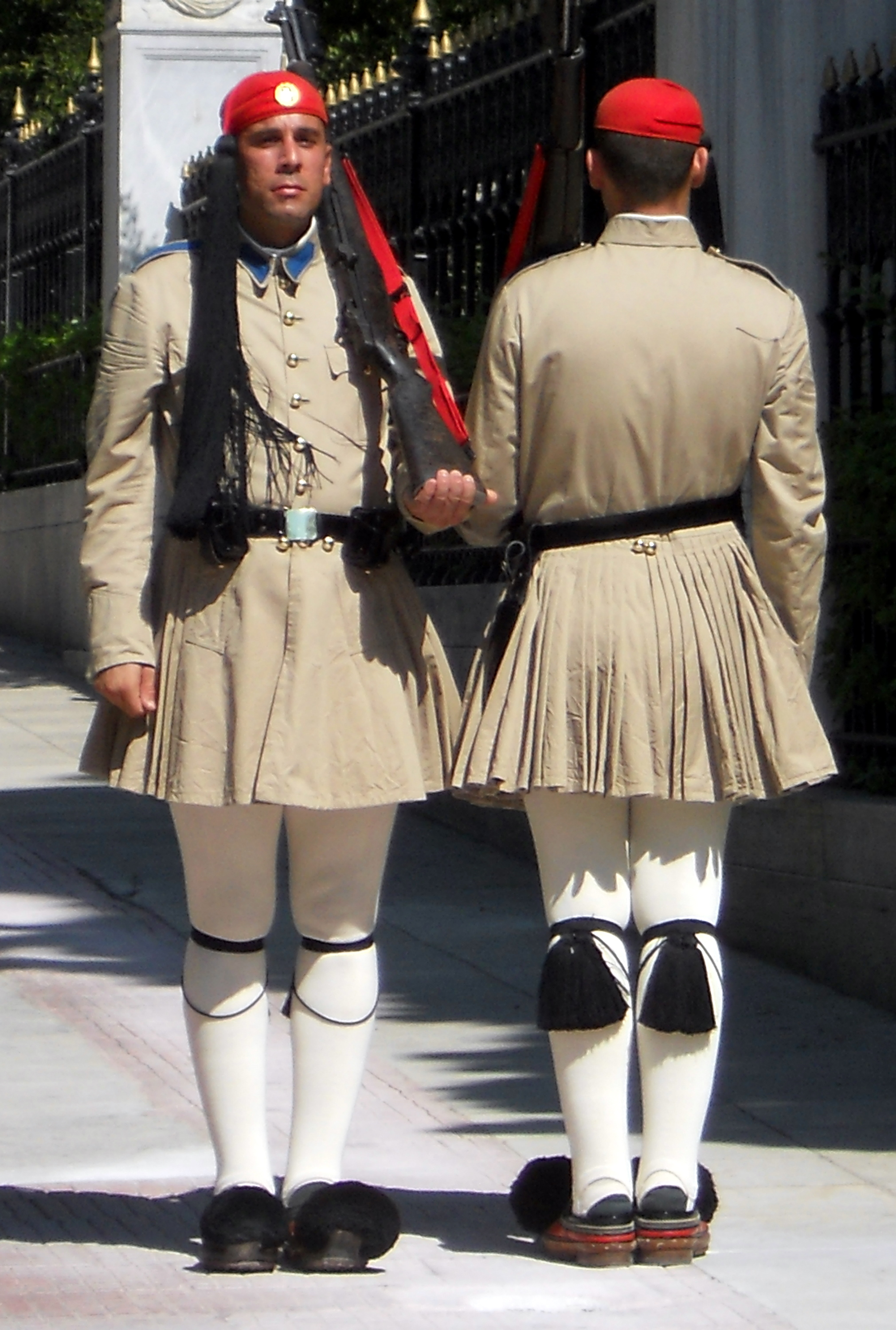
アテネの大統領官邸警備隊（通常任務制服）
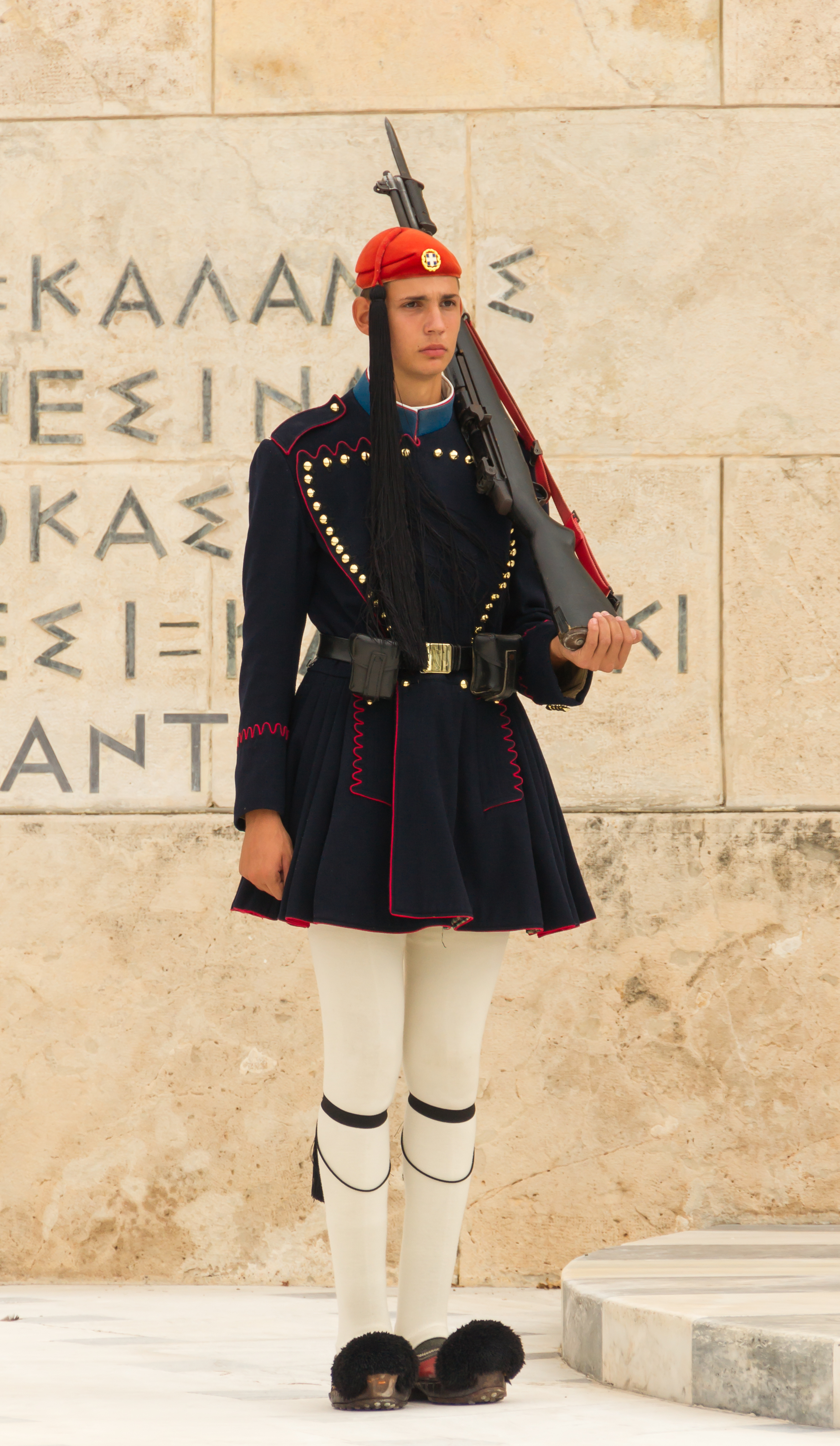
無名兵士の墓守備兵（通常任務冬服）
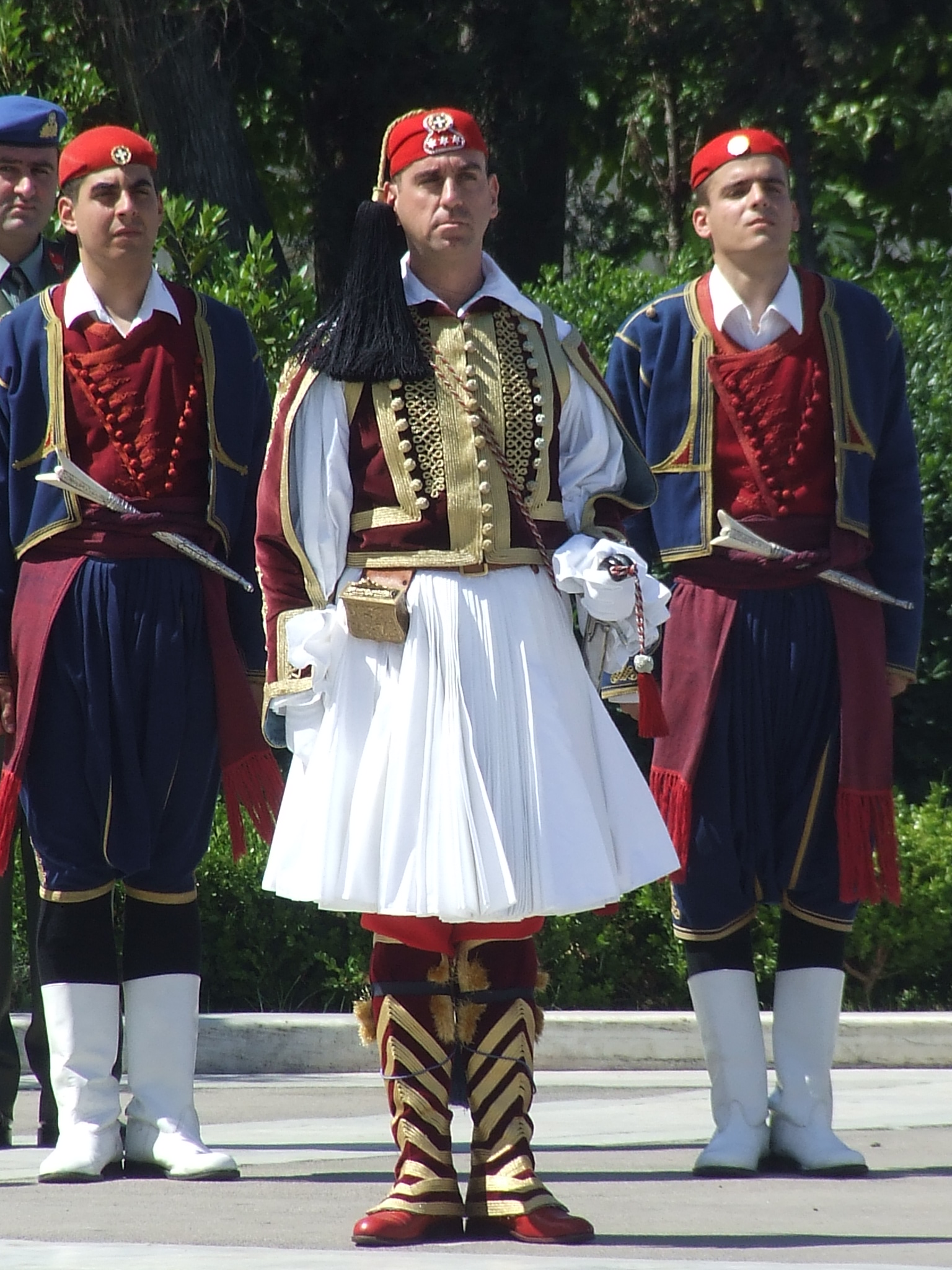
中心は将校、両脇は島民制服（非武装任務の制服）
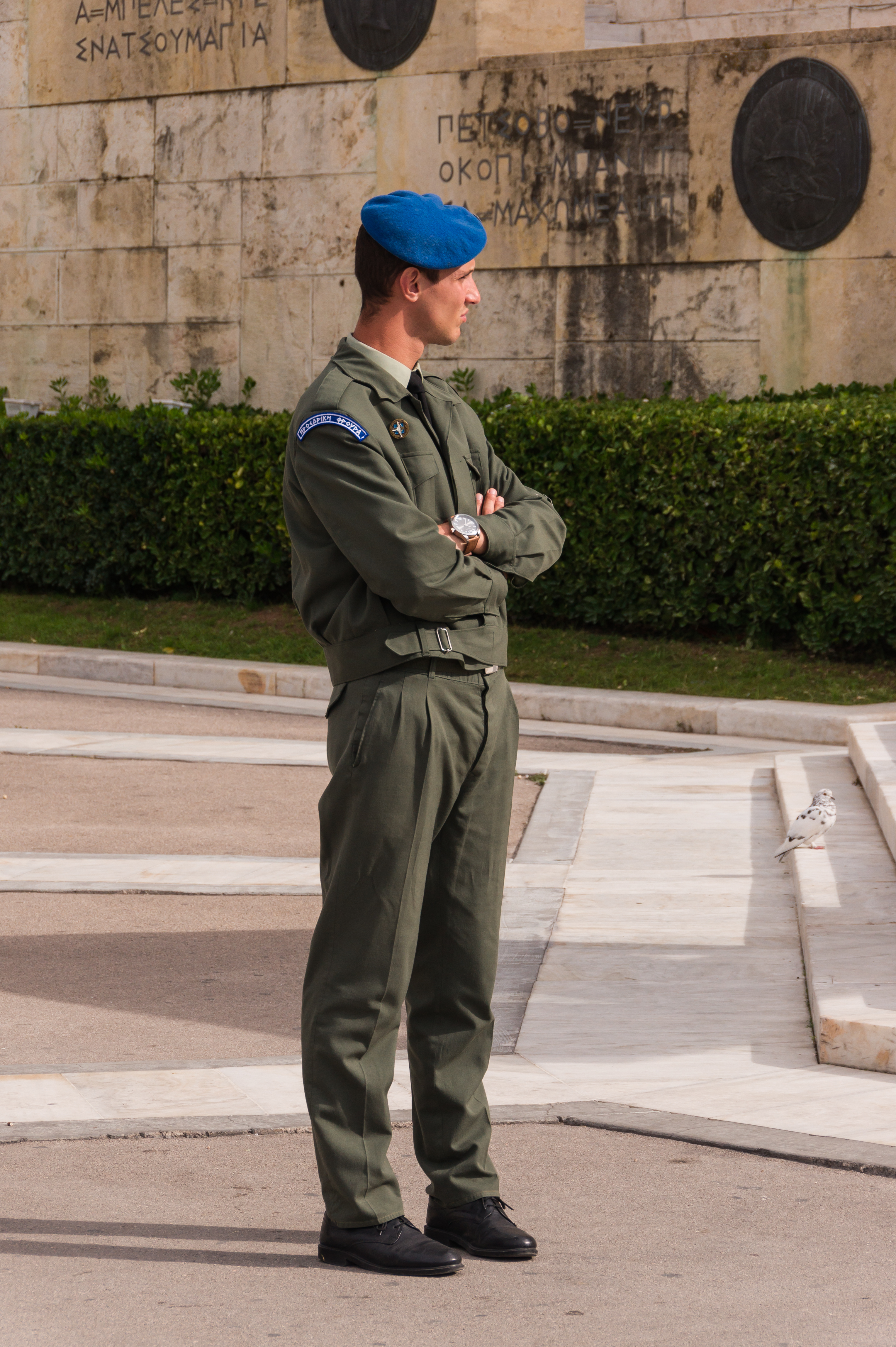
将校の野戦服

### 制服の説明

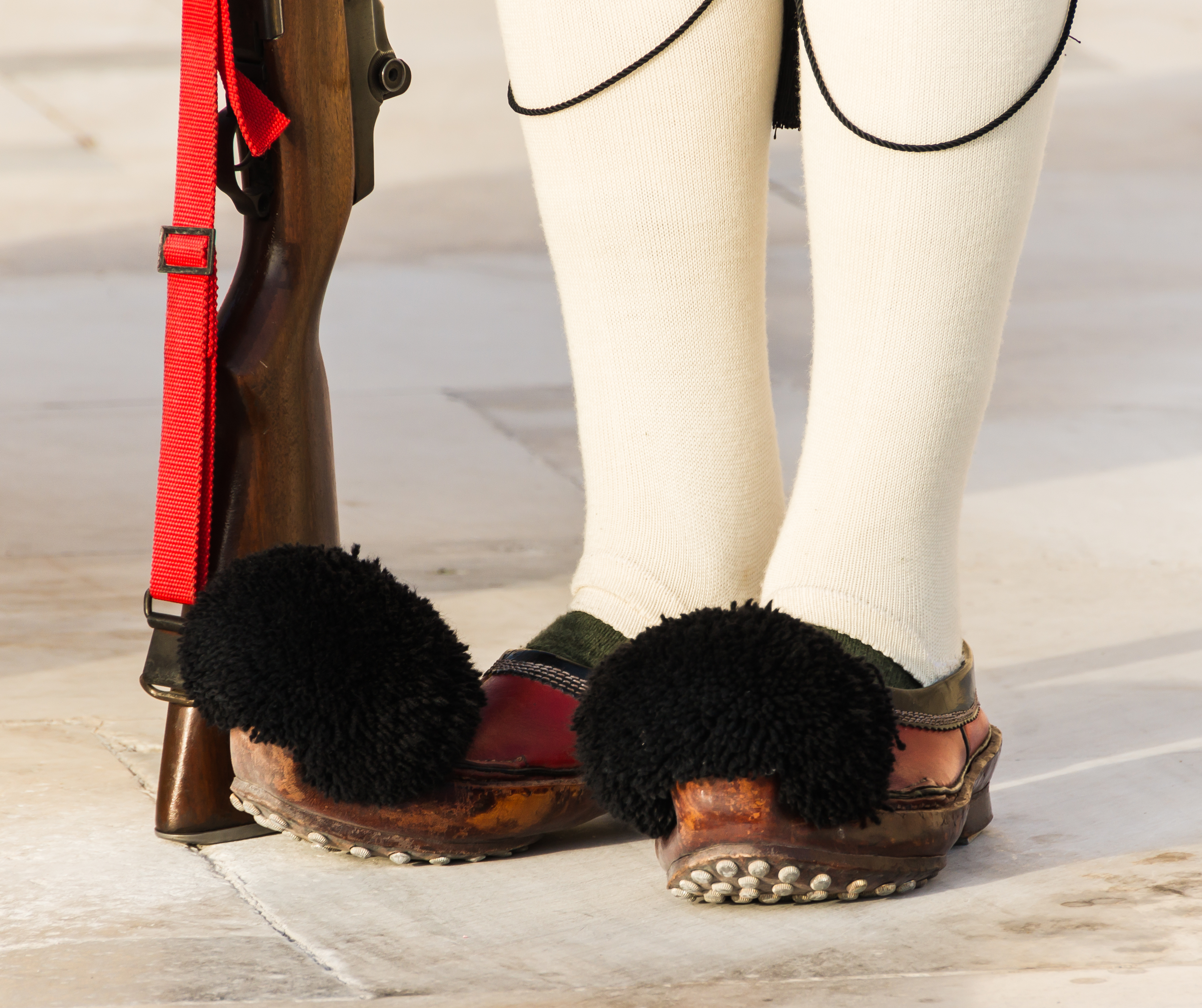
トラルヒ（英語版）、将校は赤と黄色の縞模様のブーツ（制服の種類参照）
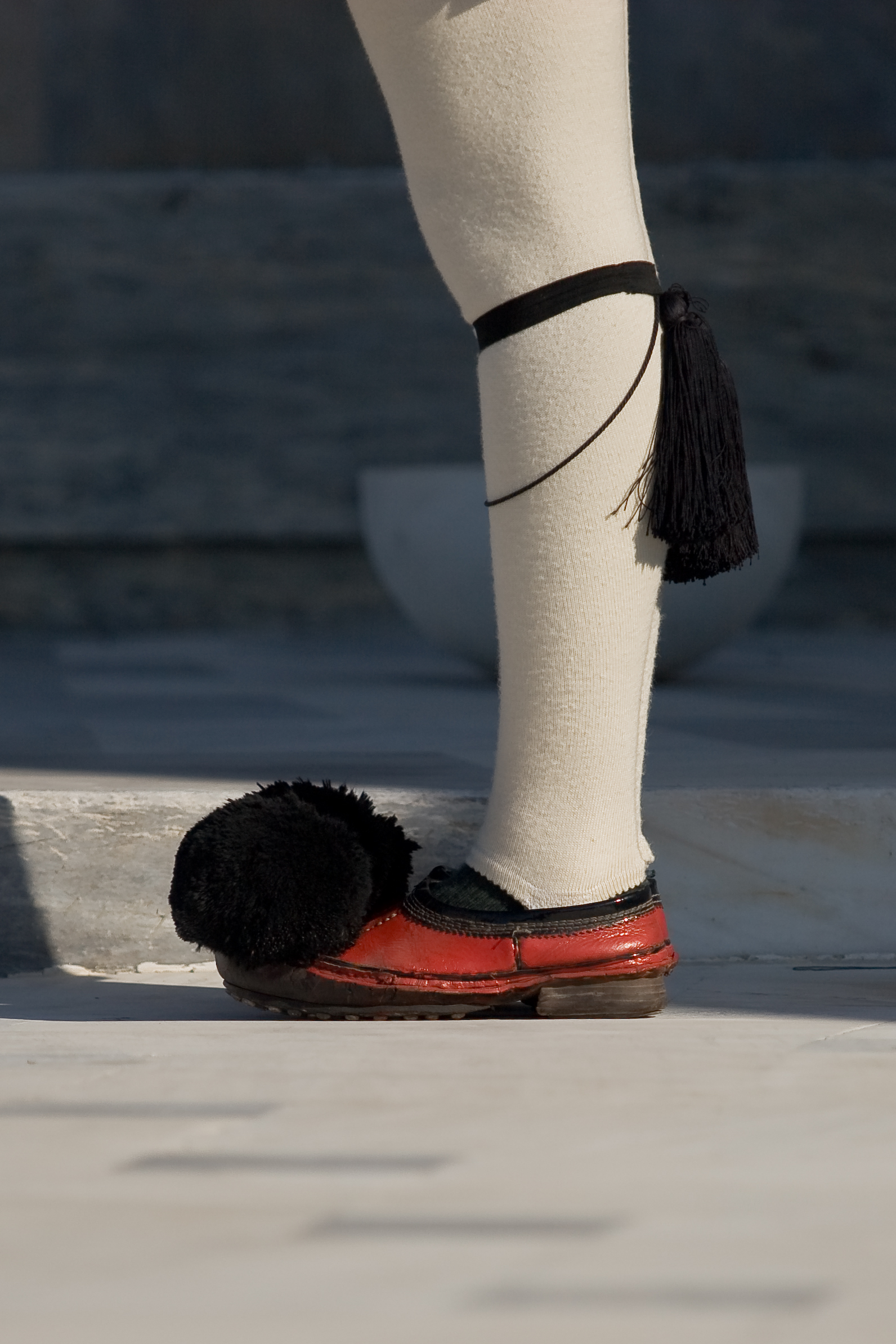
トラルヒと、ガーター（επικνημίδες、非公式にκαλτσοδέτεςとも呼ばれる）
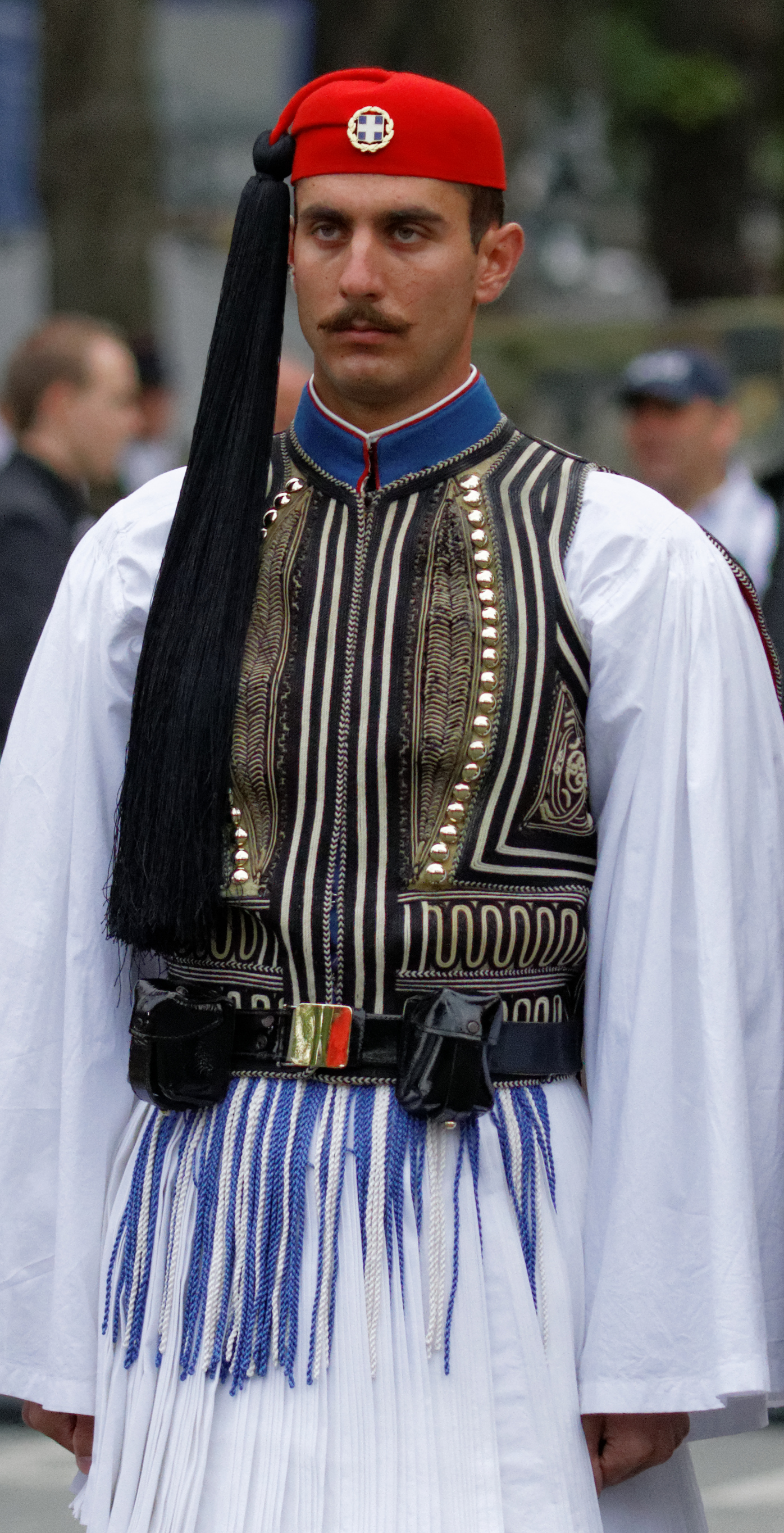
頭には、ファリオン（φάριον）と呼ばれる赤いフェズをかぶる。
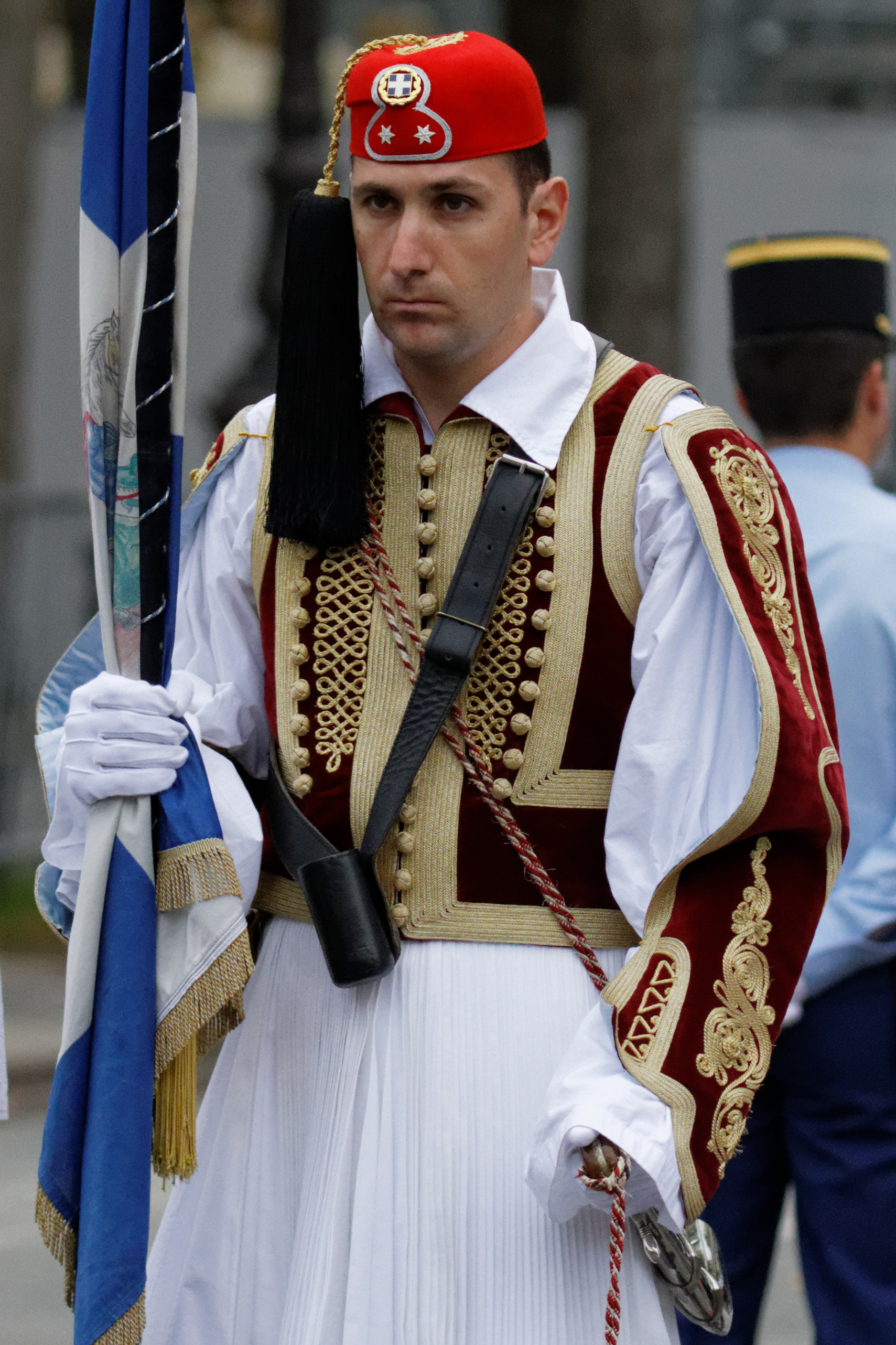
将校、ファリオン正面のギリシャの国章の下に階級を示す★、腕にピラと呼ばれる布と、キーリッジ刀を帯びる。

## 所属していた著名な人物
- パウロス1世 (ギリシャ王)
- ペトロス・ティス・エラザス
- ニコラス・ジシス